# Ван Гирсберген, Диана
Диана ван Гирсберген (нидерл. Dianne van Giersbergen, род. 3 июня 1985) — нидерландская рок-певица (драматическое сопрано), вокалистка группы Ex Libris. Экс-вокалистка Xandria.

## Биография
С самых малых лет у Дианы начал проявляться большой интерес к музыке. Её родители, заметив это, на четырёхлетие дают ей урок пения. Заинтересовавшись пением девочка много времени уделяет обучению и достигает хороших результатов. Уже в семилетнем возрасте Диана вместе с духовым оркестром во время рождественского концерта исполнила своё первое соло. В возрасте 17 лет вместе с духовым оркестром она выступила на своём выпускном. Во время выступления на её талант обратил внимание с дирижёр и преподаватель по вокалу Сефим Пийперс-старший, который в будущем станет её учителем. С помощью своего наставника она приняла участие в прослушивании по академическому вокалу в музыкальной школе при Институте искусств «ArtEZ» в Арнеме, куда её зачислили в 2005 году.
Учёба была очень насыщенной. Уроки классического пения Диана получала у Елены Винк. В это же время она проходит стажировку в гастролирующей Голландской опере. Несмотря на уже большую загруженность Диана активно посещает мастер-классы таких людей как: Барбара Ханниган, Барбара Шлик, Мэрибет Дайме, Клаудия Патакки, Людовик Мееувсена, Рикье Баккер и Феликс Шёненбаум. Кроме этого, Диана брала уроки эстрадного вокала у Йоланди Гевен и принимала участие в музыкальном театре с Каролиной Алмекиндерс.
В мае 2009 года, закончив бакалавриат, Диана поступает в магистратуру. Свою дипломную работу она посвящает вокальной технике и композиционным требованиям, которые необходимы, чтобы объединить классическую музыку и метал в единое целое. Руководствуясь наставлениями экономиста музыкальной индустрии Тона Ламерса, Диана пишет бизнес-план по воплощении данной задачи в реальность. Позже, в рамках выпускного экзамена, даёт концерт, во время которого потрясающе воплощает свою теорию в реальность.
В 16 лет в местной музыкальной школе Диана знакомится с Юстом ван де Пасом, ударником и знатоком классической перкуссии. В ходе дальнейшего общения ребята поняли, что оба одинаково сильно любят классическую музыку и метал. С дальнейшим добором музыкантов по схожим интересам в 2004 году образуется группа «Ex Libris». Это можно считать первым профессиональным выходом Дианы на рок-сцену. Ex Libris выступает на концертах в поддержку таких групп, как Epica, Stream of Passion, ReVamp, Delain, Imperia, Symphony X и Rhapsody of Fire, тем самым делая себе имя в рок-индустрии.
25 октября 2013 года Диана была официально объявлена новой вокалисткой немецкой симфоник-метал группы Xandria. 28 ноября того же года в Мадриде состоялось её первое выступление с группой, где публика охотно приветствует новую вокалистку. 2 мая 2014 был выпущен новый альбом Xandria — «Sacrificium», первый для Дианы альбом вместе с группой. С презентацией альбома группа совершила мировое турне с одноимённым названием альбома. 31 июля 2015 года выходит в свет второй релиз совместной работы Дианы и Xandria — «Fire & Ashes», куда вошли новые версии двух классических песен Xandria. Мировое турне с презентацией альбома было завершено к июню 2016 года. В январе 2017 был представлен новый альбом группы «Theater Of Dimensions». Из-за двухлетнего конфликта с группой летом 2017 перенесла нервный срыв, по причине которого были отменены концерты в России и США. 12 сентября 2017 г. было объявлено, что на концертах Диану заменит Эва Морелль. На следующий день Диана сообщила о своем уходе из Xandria. В своём комментарии группа заявила Диане: «Мы не друзья». После такого фанаты группы обрушили негатив на Марко Хойбаума, основателя группы. По мнению фанатов, именно характер и поведение Марко ранее вынудили покинуть группу предшествующих вокалисток — Лизу Миддельхауфе и Мануэлу Краллер, о чём не забыла упомянуть Лиза, комментируя уход Дианы.
После этого Диана возобновила работу с Ex Libris. Собрав средства путём краудфандинга, они записали свой третий студийный альбом под названием Ann. Это метал-трилогия: альбом разделён на три главы, посвящённые трём историческим женским фигурам по имени Анна (по мнению участников группы). Первая глава под названием «Anne Boleyn» была выпущена 1 августа 2018 года. Вторая глава «Anastasia Romanova» увидела свет 15 марта 2019 года, а третья глава «Anne Frank» вышла 15 ноября этого же года.

## Интересные факты
Диана не является родственницей другой известной рок-певицы с той же фамилией Аннеке ван Гирсберген.